# Нижнее Карачево
Ни́жнее Кара́чево (тат. Түбән Карач) — посёлок в Актанышском районе Республики Татарстан, в составе Татарско-Суксинского сельского поселения.

## Этимология названия
Топоним произошел от татарского слова «түбән» (нижний) и ойконима «Карач» (Карачево).

## География
Деревня находится на реке Шабиз, в 27 км к западу от районного центра, села Актаныш.

## История
В «Списке населенных мест по сведениям 1870 года», изданном в 1877 году, населённый пункт упомянут как деревня Карачево 1-го стана Мензелинского уезда Уфимской губернии. Располагалась при речке Шабызе, по левую сторону почтового тракта из Мензелинска в Бирск, в 46 верстах от уездного города Мензелинска и в 24 верстах от становой квартиры в деревне Поисева. В деревне, в 33 дворах жили 165 человек (92 мужчины и 73 женщины, тептяри), была мечеть. Жители занимались земледелием, скотоводством.

## Население
| 1795 | 1859 | 1870 | 1884 | 1897 | 1906 | 1913 | 1920 | 1926 | 1938 | 1949 | 1958 | 1970 | 1979 | 2002 | 2010 | 2015 |
| ---- | ---- | ---- | ---- | ---- | ---- | ---- | ---- | ---- | ---- | ---- | ---- | ---- | ---- | ---- | ---- | ---- |
| 108  | 176  | 165  | 185  | 216  | 209  | 190  | 226  | 120  | 96   | 72   | 50   | 47   | 43   | 7    | 8    | 7    |

Национальный состав села: татары.